# Syd Barrett (album)
Pour l'artiste, voir Syd Barrett.
Albums de Syd Barrett
Barrett
(1970) The Peel Session
(1987)
Syd Barrett est le titre de la réédition des deux albums solo de Syd Barrett, The Madcap Laughs et Barrett, parue en 1974. Éditée à l'occasion du succès majeur de The Dark Side of the Moon, à l'image de A Nice Pair pour Pink Floyd, c'est la seule parution de Barrett à se classer dans les charts aux États-Unis.